# 1950-ті в театрі
1950-ті роки в театрі

## Прем'єри

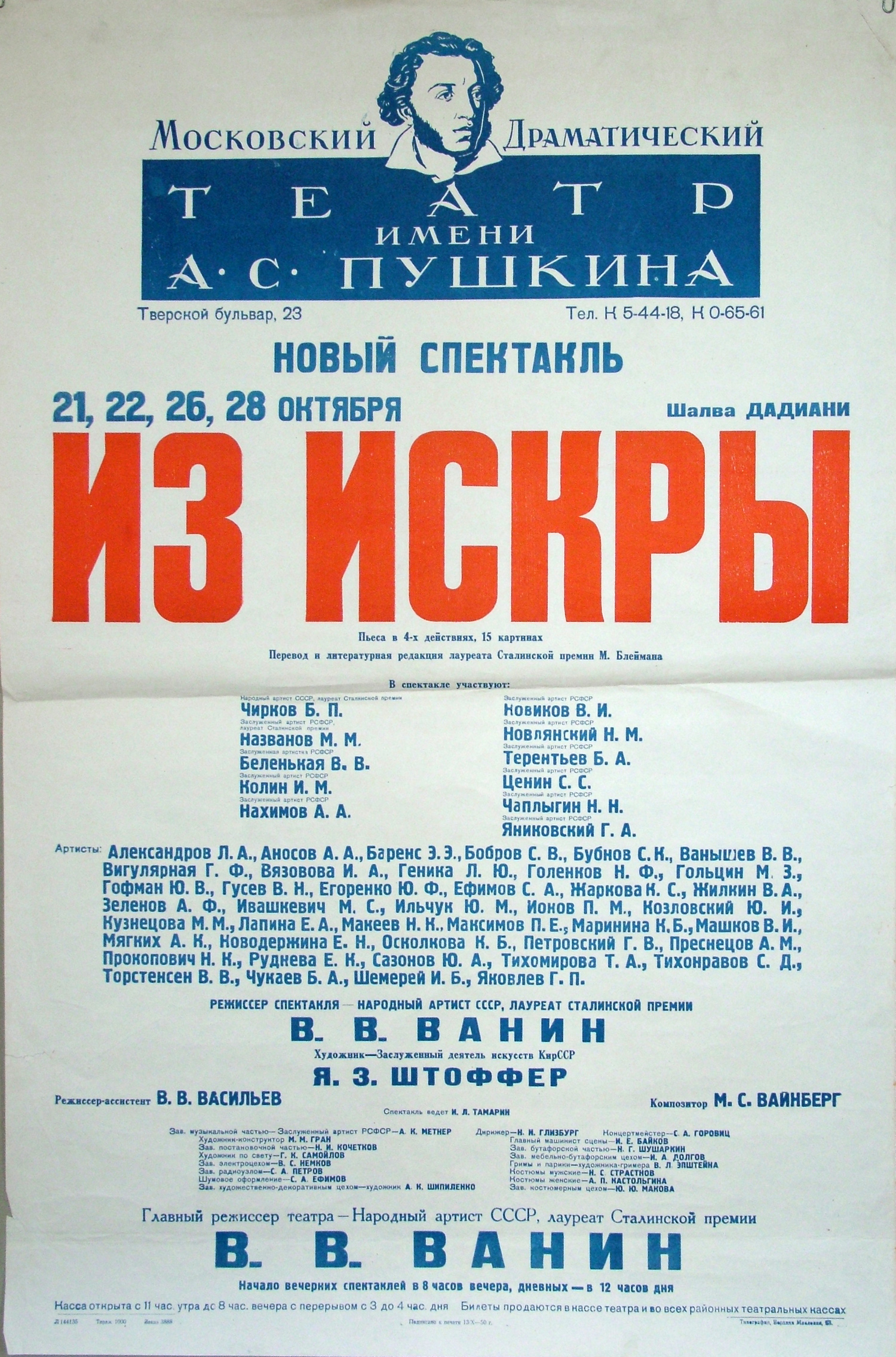
Афіша вистави «З іскри» (Московський театр ім. Олександра Пушкіна)

1950
- 21 жовтня — «З іскри» Шалва Дадіані (реж. Василь Ванін, Камерний театр Таїрова, реорганізований у Московський драматичний театр ім. Олександра Пушкіна)[1]

## Персоналії

### Народилися

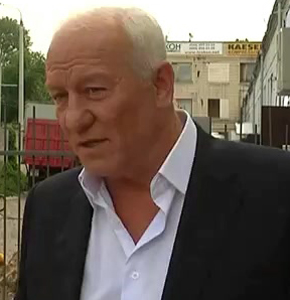
Сергій Романюк

1950
- 30 червня —
  -  Павло Швець (с. Волошкове Чернівецької області) — артист балету Чернівецького музично-драматичного театру ім. Ольги Кобилянської, фотожурналіст, художник-оформлювач[2].

1951
- 13 червня —
  -  Микола Прядченко (с. Вінницькі Стави Васильківського району Київської області) — український балетмейстер і педагог. Народний артист УРСР (1982).
- 29 жовтня —
  -  Ярослав Гаврилюк (м. Львів) — український актор театру і кіно, Народний артист України.

1952
- 27 грудня —
  -  Олексій Рубинський (м. Дніпропетровськ) — український актор, режисер, драматург, театральний діяч, художник-графік. Народний артист України (2005).

1953
- 13 січня —
  -  Володимир Смотритель (м. Городище Черкаської області) — український театральний актор, керівник та актор монотеатру «Кут» (м. Хмельницький), народний артист України (2016).
- 7 лютого —
  -  Ігор Славинський (м. Фастів) — провідний актор та режисер-постановник Київського академічного драматичного театру на Подолі, з 2008 — режисер-постановник Київського академічного драматичного театру на Подолі, з 2013 року — керівник київського театру «Актор», Народний артист України (2018)[3].
- 12 лютого —
  -  Микола Завгородній (с. Велике Краснодарський край) — український театральний актор, Народний артист України (2014), соліст-вокаліст Одеського академічного театру музичної комедії ім. М. Водяного.
- 21 липня —
  -  Сергій Романюк (м. Кривий Ріг) — український актор театру і кіно, Народний артист України (1998)[4][5].

1957
- 28 листопада —
  -  Сергій Проскурня (м. Львів) — український театральний режисер, продюсер, лауреат премій Національної спілки театральних діячів України «Експеримент» (2001) та імені Сергія Данченка (2017).

1959
- 4 травня —
  -  Микола Данько (с. В’юнище Переяслав-Хмельницького району Київської області) — український театральний художник. Головний художник Київського державного академічного театру ляльок.
- 21 липня —
  -  Наталія Кудря (с. Попільня Попільнянського району Житомирської області) — українська акторка, народна артистка України (2006)

### Померли
1950
- 25 вересня —
  -  Олександр Таїров (65) — радянський театральний актор і режисер. Засновник та художній керівник Камерного театру (1914 — 1949). Народний артист РРФСР (1935).

1955
- 1 листопада —
  -  Євген Золотаренко (65) — український радянський театральний актор, народний артист УРСР (1954)